# Alex Kendrick
Alex Kendrick (Athens, Geòrgia, 11 de juny de 1970) és un director de cinema, guionista, productor, actor i pastor cristià estatunidenc. A càrrec de la producció cinematogràfica a Sherwood Pictures, s'ha encarregat de la direcció de les pel·lícules Flywheel (2003), Facing the Giants (2006), Fireproof (2008) i Courageous (2011), i a càrrec de Kendrick Brothers Productions va ser el director de la pel·lícula War Room (2015).

## Biografia
Alex Kendrick és un pastor associat de l'Església Baptista Sherwood a Albany, Geòrgia. Està casat amb Christina Kendrick, i tenen sis fills.
Kendrick es va disposar a fer pel·lícules després d'haver llegit una enquesta en la qual es mostrava que el cinema tenia més influència que l'església als Estats Units.
Alex i el seu germà, Stephen Kendrick, s'han encarregat d'escriure i produir junts totes les pel·lícules de la seva casa cinematogràfica, i també han escrit una novel·la basada en cada pel·lícula.
El llibre The Love Dare (El desafiament de l'amor), escrit per tots dos, va aparèixer 131 setmanes en la llista de Best sellers del New York Times.

## Filmografia
| Cinema | Cinema               | Cinema                                | Cinema                          |
| Any    | Pel·lícula           | Paper                                 | Comentaris                      |
| ------ | -------------------- | ------------------------------------- | ------------------------------- |
| 2003   | Flywheel             | Escriptor, actor, director, productor |                                 |
| 2006   | Facing the Giants    | Escriptor, actor, director, productor |                                 |
| 2008   | Fireproof            | Escriptor, actor, director, productor |                                 |
| 2010   | 19 Kids and Counting | Alex Kendrick                         | Episodi: "Duggars Go Hollywood" |
| 2011   | Courageous           | Escriptor, actor, director, productor |                                 |
| 2013   | The Lost Medallion   | Actor                                 | Com "Daniel Anderson".          |
| 2014   | Moms' Night Out      | Actor                                 |                                 |
| 2015   | War Room             | Escriptor, actor, director            |                                 |